# Mariquita-de-asa-amarela
A mariquita-de-asa-amarela (Setophaga coronata) é uma espécie de aves passeriformes da família Parulidae. É uma espécie migratória que possui 2 formas relacionadas que são muitas vezes consideradas espécies distintas  (Dendroica coronata coronata e Dendroica coronata auduboni). Desde 1973, a União Ornitológica Americana decidiu fundir estas duas formas numa só espécie.
Aparentemente, estas duas formas separaram-se geograficamente devido à glaciação durante a última Idade do gelo, desenvolvendo características físicas distintas. Quando foi descoberto que tinham capacidades de cruzamento deixaram de poder ser classificadas como espécies distintas.